# Vardarbanaat

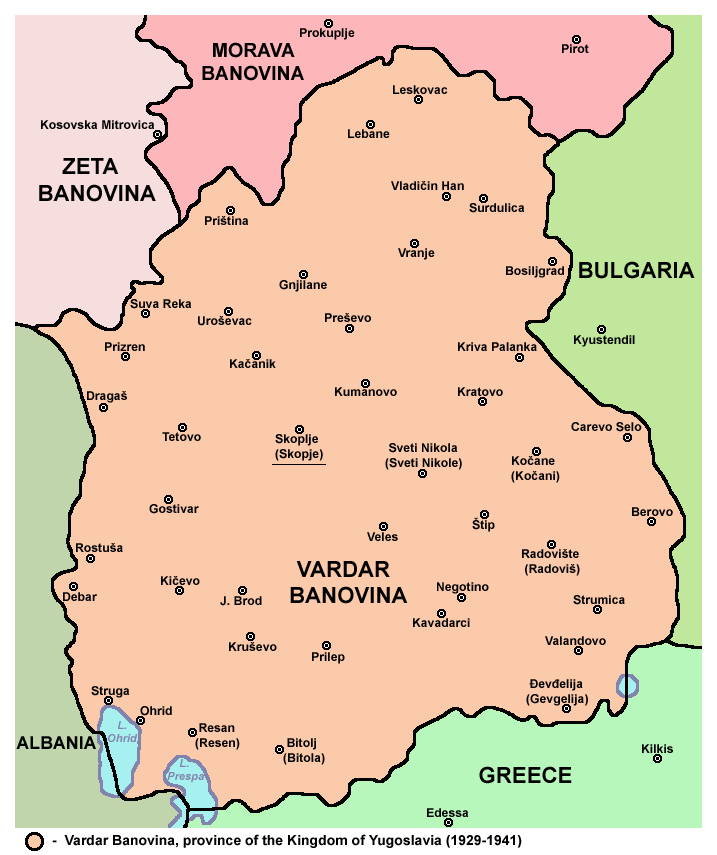

Het Vardarbanaat (Servisch: Вардарска бановина/Vardarska banovina) was een provincie (banovina van het Koninkrijk Joegoslavië tussen 1929 en 1941. De provincie was de zuidelijkste van het land en omvatte de huidige Republiek Noord-Macedonië, maar ook zuidelijke gebieden van Centraal-Servië en zuidoostelijke gebieden van Kosovo, waaronder de hoofdstad Pristina. Het banaat was genoemd naar de rivier de Vardar. De hoofdstad was Skopje.

## Geschiedenis
In 1941, tijdens de Tweede Wereldoorlog, bezetten de asmogendheden het banaat, dat werd verdeeld onder Servië, dat zelf bezet was door nazi-Duitsland, Albanië, dat bezet was door fascistisch Italië, en Bulgarije. 
Onder Duitse druk lieten de Bulgaarse autoriteiten in Macedonië 7.144 joodse inwoners, bijna de hele joodse bevolking van de provincie, op 11 maart 1943 in veewagons afvoeren naar Treblinka.
Na de oorlog werd een groot deel van het banaat Macedonië en ging een klein deel naar Servië en Kosovo.